# 整编旅
整编旅是1946年至1948年中华民国国军的编制单位，在第一期整军中步兵师缩编为整编旅，原3个步兵团压缩为2个团。整编旅为整军的过渡形态。原定在第二期整军中整编旅进一步缩编为步兵团。

## 历史
1945年8月抗日战争胜利时，国民革命军虽然经过1945年春季的精简裁军，但仍然有120个军354个师的庞大规模。不论从国府的财政能力、战后全国民意、政协决议影响、国际影响特别是美援压力，“整编国军不独为国人一致之要求，即盟邦人士亦莫不一致希望，此种整军政策关系抗战胜负与国家命脉，中央原早有定策”，国民政府军事委员会决定精简为90个整编师的国防陆军，另外给共军18个师的番号和员额。
1945年7月底国民政府军事委员会军政部编制《军事委员会陆军整理计划》，1945年8月20日军事委员会核准，附件有《全国陆军部队军事机关学校现状一览表》、《复员时应保留陆军部队及人员数目表》、《陆军各部队复员所需经费估计表》、《东北游击部队处理计划》和《东北伪军及伪盟旗保安部队处理计划》。截至1945年7月底，全国陆军部队加军事机构和学校在编人员总计约524万人，其中：步兵、骑兵师共280个；炮兵团32个；工兵团26个；辎汽团20个又8个营；挺进部队约25万人；按照编制，前述各部合计为420万人，其余100余万则为军事机构和学校的人数。
- 步兵：“战后决以师为最大单位，其编制按现行‘甲种’师编制加以修正”，整编分三期，将陆军逐步缩编为80-100个师，其余步兵师旅一律撤销”。100个步兵师总人数为1,377,000人，则每师应为13,770人。
- 骑兵现有3个军18个师约9万人，计划按‘甲’种骑兵师编制缩编成10个师后，人数减为73160，裁减比例不到20%。
- 炮兵现有5个美式炮兵团：炮兵第4、5、10、12和13团；野战重炮和重迫炮共有14个团又2个营；战防炮团4个；高射炮团8个；照测总队1个。共74606人，计划保留52800人，裁减比例略高于16%。对炮兵各团重新调配计划，如美式炮团改编为师属炮兵；战防炮团和高射炮团，除其中的摩托化和中口径以上高射炮保留为独立炮兵团和独立高射炮兵团外，其余也都拨配各师使用。

陆军部队共约180万人；军事机构和学校的人数减为70万人。整编中的退伍复员的官兵预计为200-270万左右。
1946年1月12日，国共停战协议生效，在1月16日召开的政治协商会议上，军政部次长林蔚作了《关于整军的报告》。根据该报告，1937年抗战爆发时部队总数量有49军、128师、30旅。1943年底扩张至124军、354师、31旅、15营。从1945年初起，国民政府陆续对军队进行了整军，基本原则是各部队一律裁并三分之一，共已裁减了36军、111师、21旅、83团、10营人；已编妥者87军、235师、8旅、35团、5营；未经整编者尚有4军、18师，大部在新疆未易实行之地区；现有89个步兵军、2个骑兵军、253个师（内有新增青年军3军8师及新改编2师）约380余万人。预定充实陆军总部美械装备12军、36师；国械装备10军、31师。国方拟将前述军队裁减为180万人，整编成90个师、骑兵10个旅及若干特种兵及勤务部队。 
1946年2月中下旬，国军各军师长们云集南京，参加国民政府军事委员召开的军队整军复员会议。原计划汰弱留强，后因各派系各部队要求公平，遂改为凡整编部队一律裁减1／3，导致强者变弱，弱者更弱。
1946年2月25日，国共根据双十协定和政治协商会议的精神，由张治中、周恩来、马歇尔三人军事小组签署了《关于军队整编及统编中共部队为国军之基本方案》（通称“整军方案”），其中第一期的整编确定为政府军90个师，中共军18个师，一年内双方将除此之外的部队裁减复员，“陆军包括由三个师所组成之各军……至十二个月终了，全国陆军应为一零八师……在此数内，由中共部队编成者计十八个师”；随后半年进行缩编，比例仍为5:1，即政府军缩编成50个师，中共军缩编成10个师，统编为20个军。
1946年3月的国民党六届二中全会上，军政次长林蔚的《军事复员报告》数据有所不同，称政府军队及机关学校现有490万，打算裁减到347万，编为90个师；国民党政府军将在18个月内分两期整编：第一期12个月，部队裁减为30个军90个师，其中第一阶段先将军改为师，师改为旅，预定5月底完成；第二阶段统一编成90个师，两期预计复员官兵143万人；第二期全军编为50个师，预计复员官兵65万人，地方保安团队亦复员 1／3。1946年3月3日，军政部长陈诚在国民党六届二中全会上做军队复员整编工作报告，明确了国军第一期复员整编的时间表：“自三月十六日起，集团军总部复员为军部，军复员为师，各师裁减一团，编成为二团制之旅”。目标为将现有部队复员为“三十个军、九十个师、五十一个兵工建设总队”。陈诚主张实行大编制、小编成：即基层连营编制大，而军师编制小。陈诚认为美国仅“九十师，即能应付大战，我裁编为百师有何不可”。周恩来在1946年3月18日出席重庆中外记者招待会谈到整军问题时说：“在政协会议中，军政部次长林蔚氏报告，政府军队现有三百八十万，要减到一百八十万，编为九十个师。但在二中全会中，同一人的报告则说政府军队及机关学校现有四百九十万，将来只减到三百四十七万，仍编九十个师，这和在政协报告中的数目比较，多出了一百六十七万。即去掉机关学校，仍然会多出很多，那就是所谓兵工总队，成为正规军的后备队或补充队。这是违反政协决议和整军方案中复员计划的，因这既不能减少国库开支，且将保持额外的一部分队伍，完全与复员精神相反。”这里说的额外部分队伍，应是指扣除机关学校人数后额外的数十万特种兵及勤务部队。
国军整编于3月展开。第一期整编预计分三批在1946年8月底完成。第一批整编陇海路沿线的27个军67个师，4月底完成；第二批整编长江以南的30个军84个师，6月底基本完成； 第三批计划整编陇海路以北的32个军，自7月开始。 因全面内战爆发而停止，未在东北、华北实施整编。完成组编了57个整编师。这种整编本身由于时间所限和计划的粗糙，很多时候象征意义大于实际意义。如第三十八集团军电称：“整编之各师军，不论其是否改编完毕，统自五月一日起军改称为整编某某师，师改称为旅。”国民党政府裁减实数尚缺乏确切统计。按中共的统计，1946年6月，国民党军队总数为430万人，则较林蔚所称1945年底490万的数量约减少了60万人， 但国民党军队缺额甚多，此减少数字完全可能是名义而非实数。整编后国民党军队军官被裁后有关情况突出，但很少士兵被裁情况说明一些问题。
行政院设立了复员官兵计划委员会：“对于复员官兵之生计，负统筹设计之责，务使人人各安其业，各得其所”。根据其计划， 预计第一期复员军官18万人，其中1万人深造，1万人退役，1万人集团转业外，15万人将经3个月至1年的训练后，予以个别转业。转业计划为，警官4万人，交通管理5千人，工矿管理2千人，农村垦牧1千人，土地测量1千人，地方行政2万人，地方卫生2千人，金融财政1千人，民众义务教员4万人，劳动服务队督导员4万人，总预算2010亿元，加上上述事业开办费和军官薪俸（每月人均7万元）， 共需3566亿元。复员士兵125万人， “除择优深造及资遣退役者约二十五万人外，尚余百万人，即行集团转业，分配于修筑铁路、公路、水利、工程及垦殖畜牧等项”。这些纸面计划，真正付诸实施的，是成立了20个军官总队及4个直属军官大队以收容被裁军官。据重庆警备总司令孙元良回忆：重庆一地的登记失业军官即多达4千余人。
1947年5月12日，中央训练团将官班失业学员500余人，于中山陵谒陵时，因感生活无着，“多掩面痛泣”，并表示如不能按目前待遇发给编余者，将续向行政院请愿。史称“哭陵事件”。根据国防部1947年9月统计，复员官佐人数总计约23万余人，其中编余16万余人，失业7万余人；最终安排留用约7万人，转业5.6万人，退役10.6万余人。
截至1946年底编成55个整编师，143个整编旅。<ref>国防部史政编译局，《国民革命军建军史第三部：抗战与戡乱》，民82，页266,268。 <ref>

## 整编旅清单
| 整编旅            | 改编自                             | 去向          | 编成                                                          | 隶属 | 领导人 | 作战情况 | 注释                                                     |
| ----------------- | ---------------------------------- | ------------- | ------------------------------------------------------------- | ---- | --- | --- | -------------------------------------------------------- |
| 整编第1旅         | 46.4第1师                          | 48.9.15第1师  | 第1团（刘玉树）、第2团（王亚武），共7千人                     |      | 旅长黄正诚中将（一战区炮兵指挥官）                                                                          | 1946年9月22日-24日在山西临汾浮山之间被太岳四纵队伏击全歼旅部与1、2团，缴获4门美式山炮，毙伤第2团团长王亚武少将以下2000余人，俘旅长黄正诚、副旅长兼参谋长戴涛少将、参谋主任顾铁少将、第1团团长刘玉树少将以下2500人 | “天下第一旅”                                             |
| 整编第1旅（重建） | 整编第1师独立团、补充团与整1旅残部 | 第1师         | 第1、2团 47.6.18调整167旅500团为第3团，48.6与整167旅500团对调 |      | 旅长许良玉（整1师副师长调，黄埔四期） 旅长吴俊（整53旅旅长47.6.18调，黄埔六期） 旅长周环（副旅长48.3.20升） | 1947年3月19日胡宗南命令整90师停止前进，让整1旅率先进占延安 | 1946年10月3日胡宗南飞抵运城立即重建整1旅以掩饰该旅被全歼 |
| 整编第11旅        | 46.4第11师                         | 48.9.15第11师 |                                                               |      | 旅长杨伯涛                                                                                                  | | 1946年9月国军校阅成绩甲中                                |
| 整编第18旅        | 46.4第11师                         | 48.9.15第11师 |                                                               |      | 旅长覃道善                                                                                                  | | 1946年9月国军校阅成绩甲下                                |
| 整编第29旅        | 46.4第55师                         | 48.9.15第55师 |                                                               |      | 旅长荣光典                                                                                                  | | 1946年9月国军校阅成绩甲下                                |
| 整编第39旅        | 46.4第40师                         | 48.9.15第40师 |                                                               |      | 旅长司元恺                                                                                                  | | 1946年9月国军校阅成绩甲下                                |
| 整编第99旅        | 46.4第69师                         | 48.9.15第xx师 |                                                               |      | 旅长朱志席                                                                                                  | 七戰七捷中第七戰——如（皋）黃（橋）公路遭遇战，黃橋之第九十九旅出城支援如皋，1946年9月30日被新四军第六師第十八旅全殲兩個團，俘虏旅長朱志席、副旅長劉光國以下3000餘人                                               | 1946年9月国军校阅成绩甲下                                |
| 整编第105旅       | 46.4第49师                         | 48.9.15第49师 |                                                               |      | 旅长刘汉玉                                                                                                  | | 1946年9月国军校阅成绩甲下                                |
| 整编第110旅       | 46.4第85师                         | 48.9.15第85师 |                                                               |      | 旅长廖运周                                                                                                  | | 1946年9月国军校阅成绩甲下                                |
| 整编第116旅       | 46.4第53师                         | 48.9.15第53师 |                                                               |      | 旅长刘润川                                                                                                  | | 1946年9月国军校阅成绩甲下                                |
| 整编第118旅       | 46.4第11师                         | 48.9.15第11师 |                                                               |      | 旅长高魁元                                                                                                  | | 1946年9月国军校阅成绩甲下                                |
| 整编第172旅       | 46.4第7师                          | 48.9.15第7师  |                                                               |      | 旅长朱乃瑞                                                                                                  | | 1946年9月国军校阅成绩甲上                                |
| 整编第185旅       | 46.4第66师                         | 48.9.15第xx师 |                                                               |      | 旅长李仲辛                                                                                                  | | 1946年9月国军校阅成绩甲下                                |